# 新地站
新地站（日语：／ Shinchi eki */?）是位於日本福島縣相馬郡新地町，屬於東日本旅客鐵道（JR東日本）常磐線的鐵路車站。此站是常磐線位於福島縣內位置最北的車站，也是JR東日本水戶支社管轄範圍最北的車站。此站由相馬車站代管，並委託新地町負責經營。

## 車站構造
本站採地面車站設計，站內設有側式與島式月台各一座，共計三條乘車線。月台與站房之間設置有跨線天橋，月台上並設有候車亭。

### 月台配置
| 月台 | 路線    | 方向 | 目的地           |
| ---- | ------- | ---- | ---------------- |
| 1・2 | ■常磐線 | 下行 | 岩沼、仙台方向   |
| 1・2 | ■常磐線 | 上行 | 相馬、原之町方向 |

## 歷史

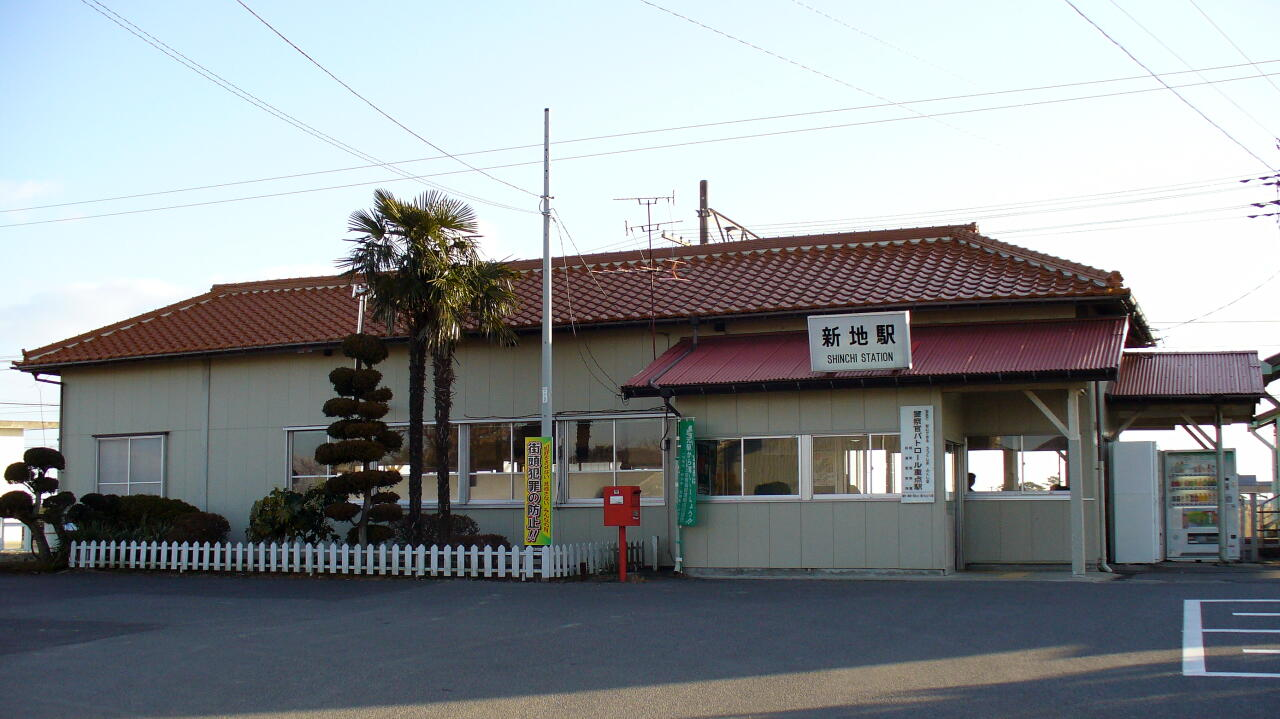
舊車站

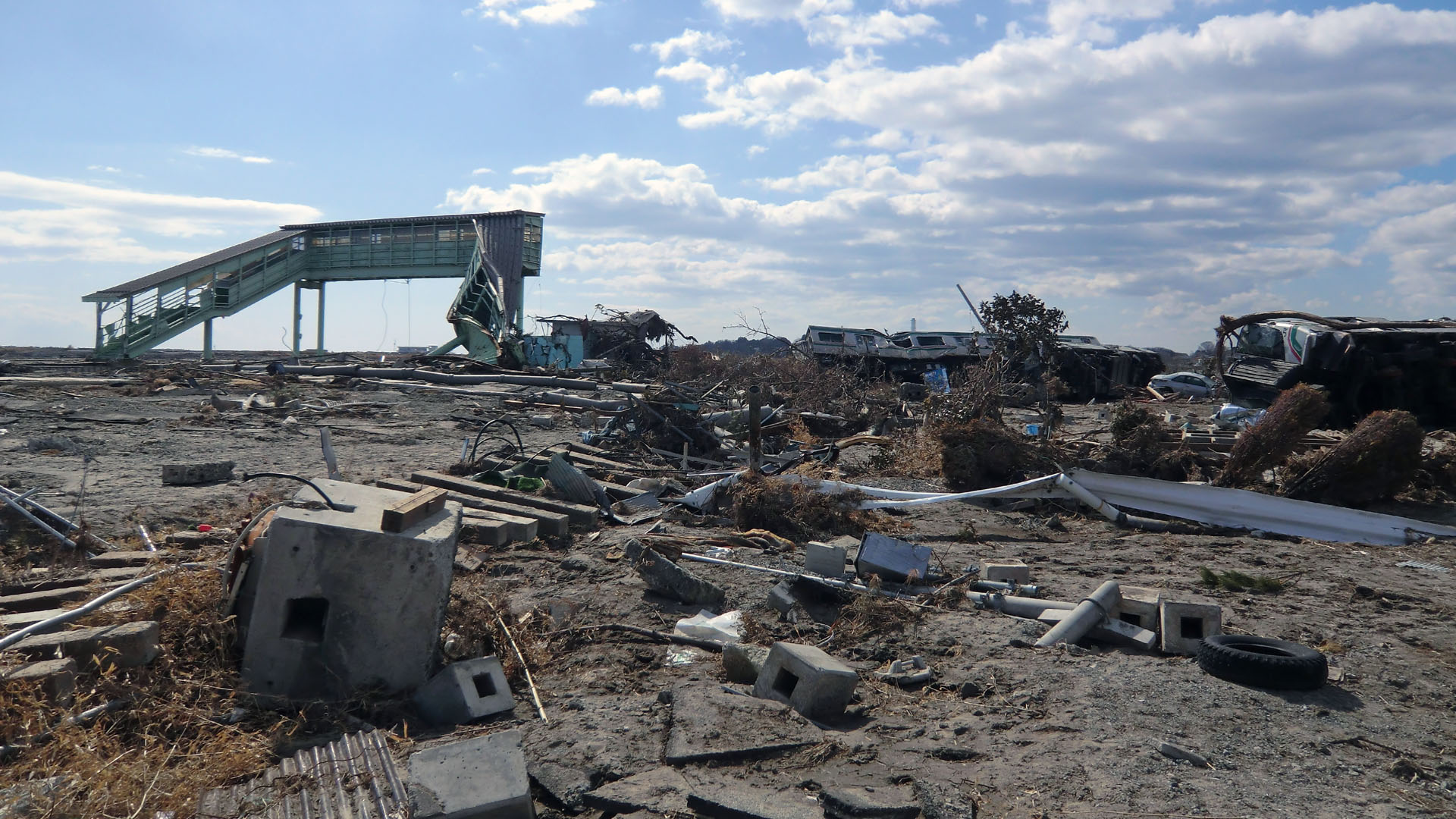
在日本東北地方大地震所引發的海嘯中幾近全毀的新地車站。

- 1897年（明治30年）11月10日 - 以日本鐵道所屬車站之姿啟用[1]。
- 1906年（明治39年）11月1日 - 日本鐵道收歸國有。
- 1987年（昭和62年）4月1日 - 日本國鐵分割民營化，車站管轄劃歸由東日本旅客鐵道繼承。
- 2011年（平成23年）
  - 3月11日 - 東北地方太平洋近海發生嚴重地震，地震引發的海嘯沖毀靠近海岸的許多鐵路設施，新地也是23個被沖毀的鐵路車站之一[2]，在海嘯破壞之下新地車站的站房幾近全毀[3]。地震前正好有一列四輛車廂編組的E721系常磐線244M班次普通列車因沿線火災而停在站內等待[4]，地震發生後發佈海嘯警報，車上約40名的乘客在正巧搭乘該列車的兩名巡警導引之下，順利逃往附近的避難高台而全員生還[5]。但列車連同車站一同遭大水沖毀[6]。
  - 4月12日 - 代駛巴士開始行駛，停靠站設於當地新地町公所前。[7]
  - 4月14日 - 被海嘯沖毀的列車開始就地拆解及移除的作業，同月16日完成。[8][9]。
  - 6月3日 - 國土交通省東北運輸局舉辦會議，當地自治體希望車站與路線能移往內陸重建。[10]。
- 2012年（平成24年）3月5日 - JR東日本水戶分公司發表車站移往內陸重建的計劃。[11]。
- 2014年春季，駒嶺站至濱吉田站間路線改線及新地站重建工程開工。[12]。
- 2016年
  - 12月9日 - 相馬站至亘理站間的代駛巴士最後一天營運。
  - 12月10日 - 相馬站至濱吉田站間路線重建工程完工通車，新地站移往距離舊站房以西300公尺處重建新站房恢復營運。[13][14]。

## 相鄰車站
東日本旅客鐵道
■常磐線
駒嶺－新地－坂元

## 外部連結
- （日語）新地車站 （页面存档备份，存于）